# Liverpool, Pennsylvania
Liverpool är en ort i Perry County i delstaten Pennsylvania, USA.